# 威爾德斯通
威爾德斯通（英語：Wealdstone）是倫敦的一個地區，位於倫敦西北部的哈羅倫敦自治市。威爾德斯通是石威德足球會的主場所在地。